# Congo Natty
Congo Natty, właśc. Michael West (ur. 27 sierpnia 1965) – brytyjski producent muzyki jungle. Używał także pseudonimów Conquering Lion, Blackstar, Tribe Of Issachar, X Project i Ras Project.

## Kariera
We wczesnych latach osiemdziesiątych West utworzył grupę muzyczną o nazwie Double Trouble razem Michaelem Mensonem, Karlem Brownem oraz Leigh Guestem. Wydali singiel "Just Keep Rockin" w 1989 roku. Trafił on do rankingu 20 najlepszych utworów w Wielkiej Brytanii, a kolejny utwór "Street Tuff" (1989) odniósł jeszcze większy sukces zajmując trzecie miejsce. Ze względu na styl i kontekst tych utworów West często spotykał się z krytyką ze strony brytyjskich fanów muzyki hip-hop, którym nie spodobało się, że Michael "sprzedał" się mediom. Jego pierwszy album nazywał się Rebel Music (Desire, 1990) który zawierał popularny w tamtych czasach taneczny utwór "Better World".
Drugi album, Black Meaning Good (Desire, 1991) był całkowitą zmianą stylu Westa. Zaczął łączyć rap z gatunkami reggae, hip hop i jungle. Album powstał przy współpracy z wykonawcami gatunku ragga, takich jak Barrington Levy, Tenor Fly i Dennis Brown.
Ukończył sporo projektów pod pseudonimami Rebel MC, Tribial Bass, by w końcu wydać singiel "Junglist" (2004) i album Born Again (2005) jako Congo Natty przez studio nagraniowe o tej samej nazwie. W 2013 roku wydał ostatni album, Jungle Revolution.

## Dyskografia
- Rebel Music (Desire, 1990)
- Black Meaning Good (Desire, 1991)
- Word Sound and Power (Big Life, 1991)
- Born Again (Congo Natty, 2005)
- Jungle Revolution (Congo Natty, 2013)